# Allegrettia
Allegrettia is een geslacht van kevers uit de familie van de loopkevers (Carabidae). De wetenschappelijke naam van het geslacht is voor het eerst geldig gepubliceerd in 1928 door Jeannel.

## Soorten
Het geslacht Allegrettia omvat de volgende soorten:
- Allegrettia boldorii Jeannel, 1928
- Allegrettia comottii Monguzzi, 2011
- Allegrettia pavani C. Bani et R. Rossi, 1965
- Allegrettia tacoensis Comotti, 1990